# SN 2003hh
SN 2003hh – supernowa typu Ia odkryta 18 sierpnia 2003 roku w galaktyce UGC 12890. W momencie odkrycia miała maksymalną jasność 18,70m.